# Glavnica Gornja
Glavnica Gornja is een plaats in de gemeente Zagreb in de Kroatische provincie Stad Zagreb. De plaats telt 263 inwoners (2001).